# Sandplatz (Tennis)

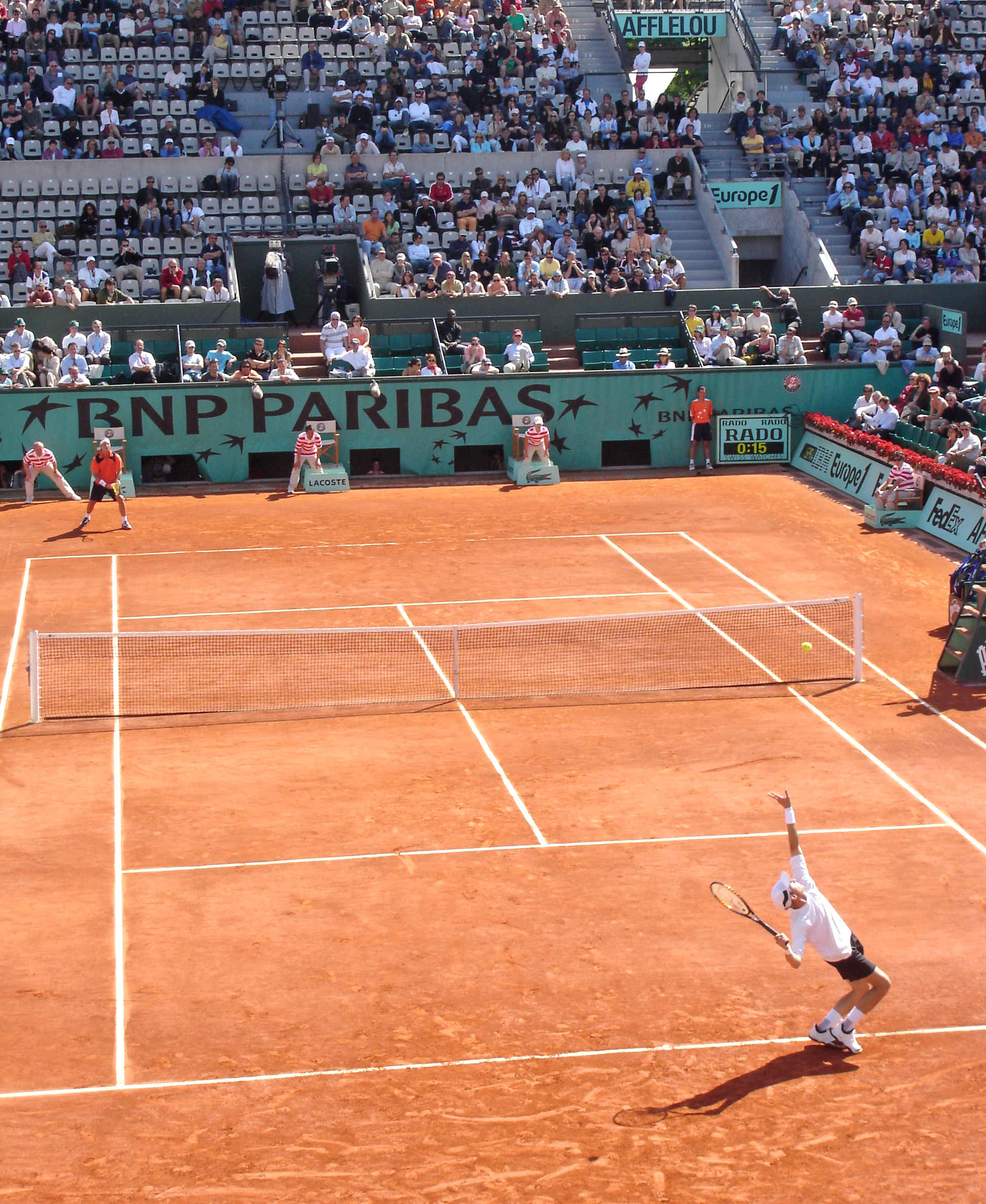
Court Philippe Chatrier in Roland Garros während der French Open 2006

Zusammensetzung eines Sandplatzes:
(1) Deckschichtbelag, ca. 2 bis 3 cm.
(2) dynamische Schicht, ca. 6 bis 12 cm.
(3) Tragschicht, ca. 10 bis 15 cm.
(4) Filterschicht, ca. 2 cm.
(5) Erdplanum

Der Sandplatz (englisch clay court) ist eine der vier Spieloberflächen im Tennissport. Er besteht meistens aus Ziegelmehl, einem Recyclingprodukt aus zerkleinerten Ziegelsteinen.

## Verwendung
Sandplätze sind vor allem in kontinentaleuropäischen und lateinamerikanischen Ländern weit verbreitet und befinden sich meistens im Freien. Das wohl bekannteste Sandplatz-Turnier sind die French Open in Paris, welche seit 1891 auf dieser Unterlage ausgetragen werden. Die Spieloberfläche stellt eine Herausforderung dar, da sie im Gegensatz zu Hart- und Rasenplätzen wesentlich langsamer ist. Grund dafür ist, dass die Bälle relativ hoch abspringen und dadurch an Tempo verlieren. Dies hat zur Folge, dass die Spiele im Durchschnitt länger dauern als Spiele auf anderen Belägen.

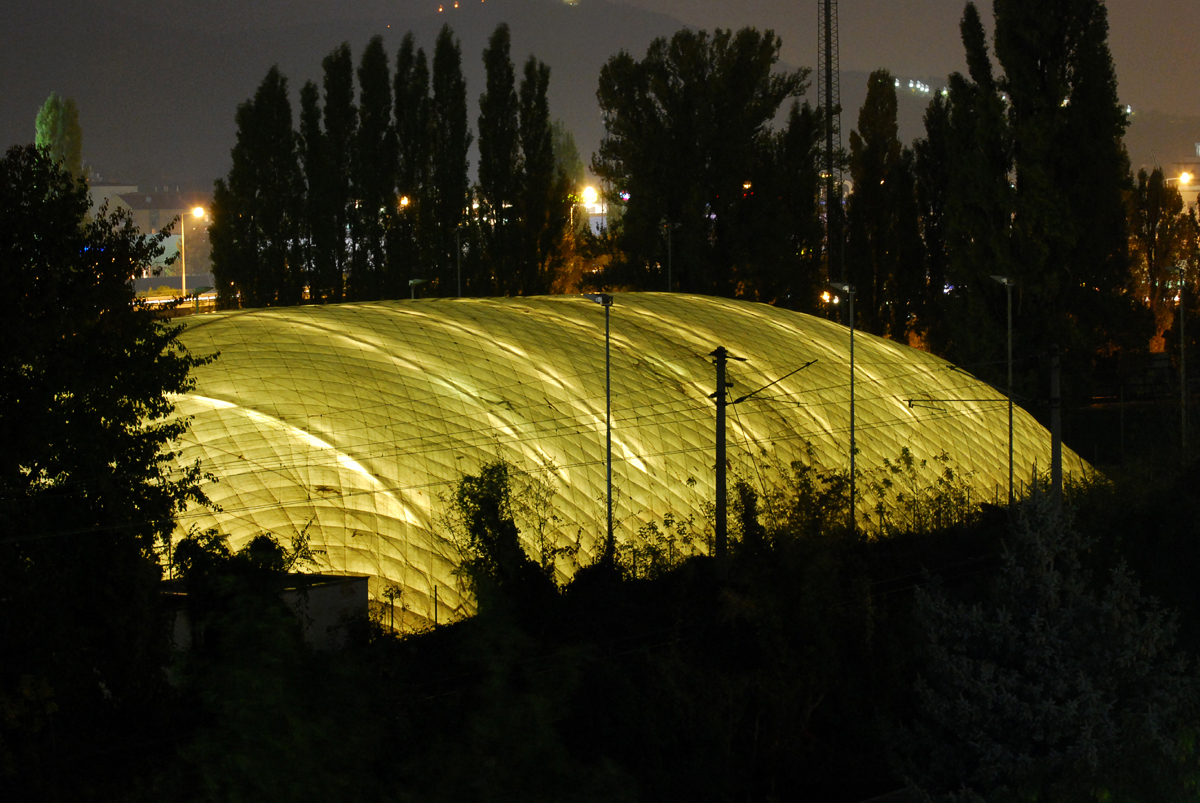
Traglufthalle über einem Sandplatz

Die meisten Tennisplätze bestehen aus rotem Sand. 1992 gab es Experimente in der Verwendung von blauem Sand. Innerhalb einer Mixveranstaltung mit Steffi Graf und Yannick Noah kam er in Paris zum Einsatz. Bei den Madrid Masters 2012 führte der Turnierdirektor Ion Țiriac den andersfarbigen Untergrund ein. Der blaue Sand war jedoch nach Meinung der Spieler schneller und rutschiger als der rote Sand und erntete deshalb viel Kritik. Ein Jahr später wurde wieder auf rotem Sand gespielt.
Das Regelwerk der ITF lässt verschiedene Breiten der Linien zu. Die Markierungslinien sollen bei der Aufschlagmittellinie fünf Zentimeter und alle anderen Linien zwischen 2,5 und 5 cm breit sein. Ausgenommen die Grundlinien, deren Breite bis zu 10 cm betragen darf. Auf Sandplätzen sind Linien in einer Breite von vier oder fünf Zentimetern gängig. Als Standard gelten Linien, die durchgehend vier Zentimeter breit sind. Diese entsprechen allerdings nicht den Linienbreiten der offiziellen ITF-Regeln, da die Mittellinie nicht fünf Zentimeter breit ist. Flexible Tennisplatzlinien aus Hart-PVC sind das Standardzubehör für die dauerhafte Markierung eines Tennisplatzes.
Für den Winterbetrieb können auch Sandplätze mit einer Traglufthalle überdacht werden.

## Pflege
Tennisplätze benötigen eine regelmäßige Pflege. Zum Saisonstart muss eine Intensivpflege der Tennisplätze erfolgen, die drei bis vier Wochen dauern kann. Hierzu wird der Sandplatz gewässert und mehrfach gewalzt. Falls Unebenheiten vorhanden sind, insbesondere im Grundlinienbereich, wird die Fläche leicht aufgeraut, neues Ziegelmehl aufgeworfen und mit einem Schleppnetz egalisiert. Die Linien, die meist aus einem Band bestehen, werden auf ebenerdigen Sitz geprüft.
Im regulären Spielbetrieb wird der Platz wetterabhängig täglich nachts und/oder früh morgens bewässert. Dies sollte auch möglichst vor jedem Spielbetrieb kurz erfolgen. Die Bewässerung kann per Hand oder durch eine Sprinkleranlage erfolgen. Tennisplätze werden regelmäßig und nach jedem Spiel mit einem Schleppnetz, möglichst mit stabilem Holzbalken, ganzflächig abgezogen. Alle Linien werden abgebürstet. Auch während der Saison wird bei Bedarf neues Ziegelmehl aufgeworfen und mit einem Schleppnetz egalisiert. Bei zu stark verdichteter bzw. verhärteter Ziegelmehldecke wird die Wassermenge reduziert und die Plätze mit einem Stahldrahtbesen mehrfach abgezogen.

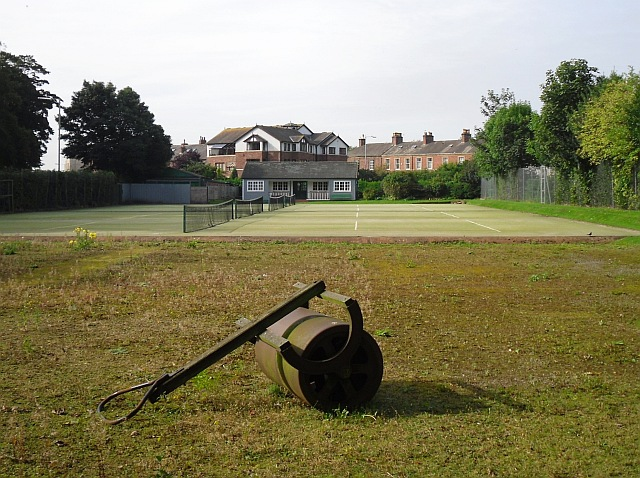
Walze (gibt es auch motorisiert)
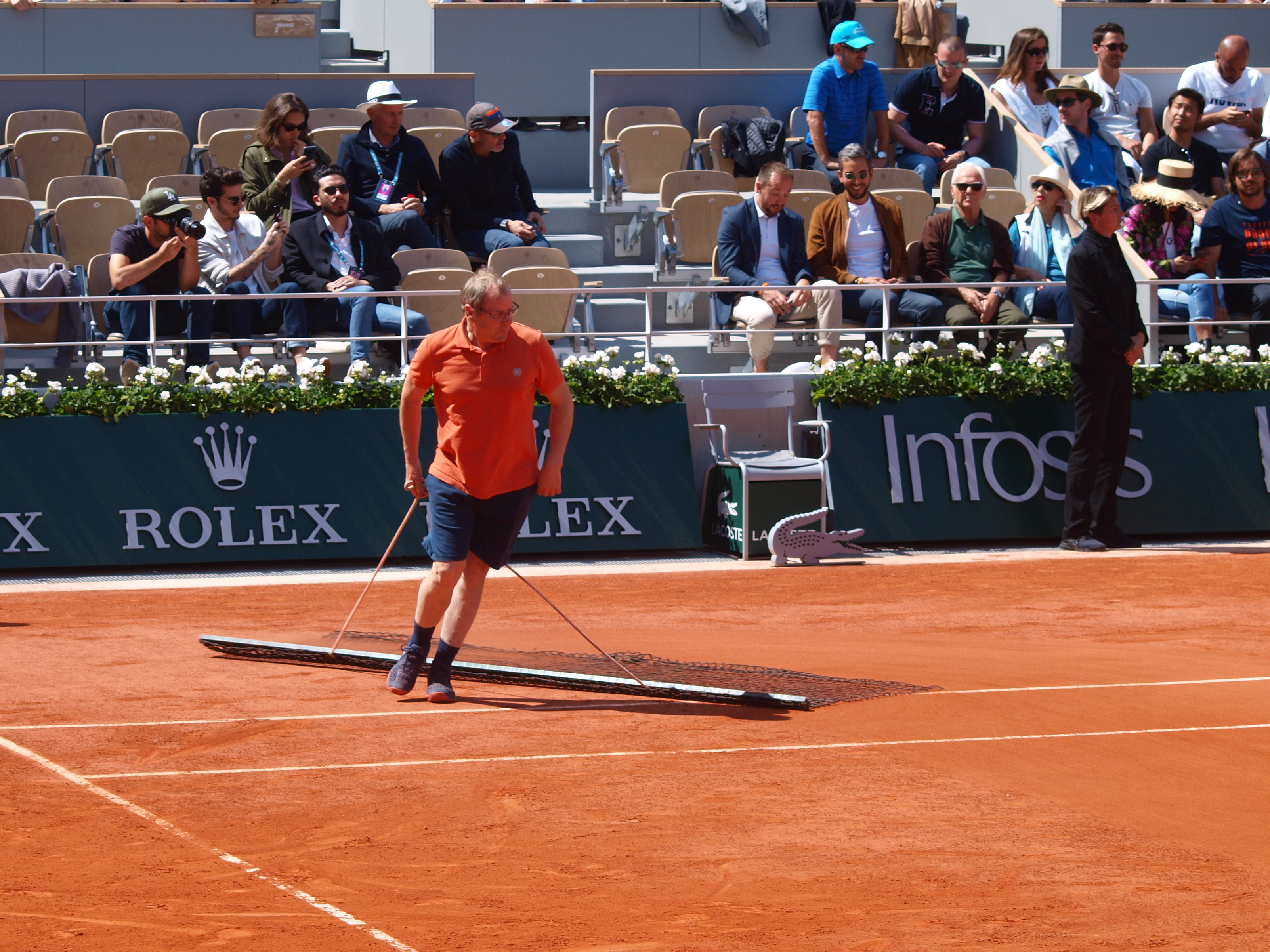
Abziehen des Platzes
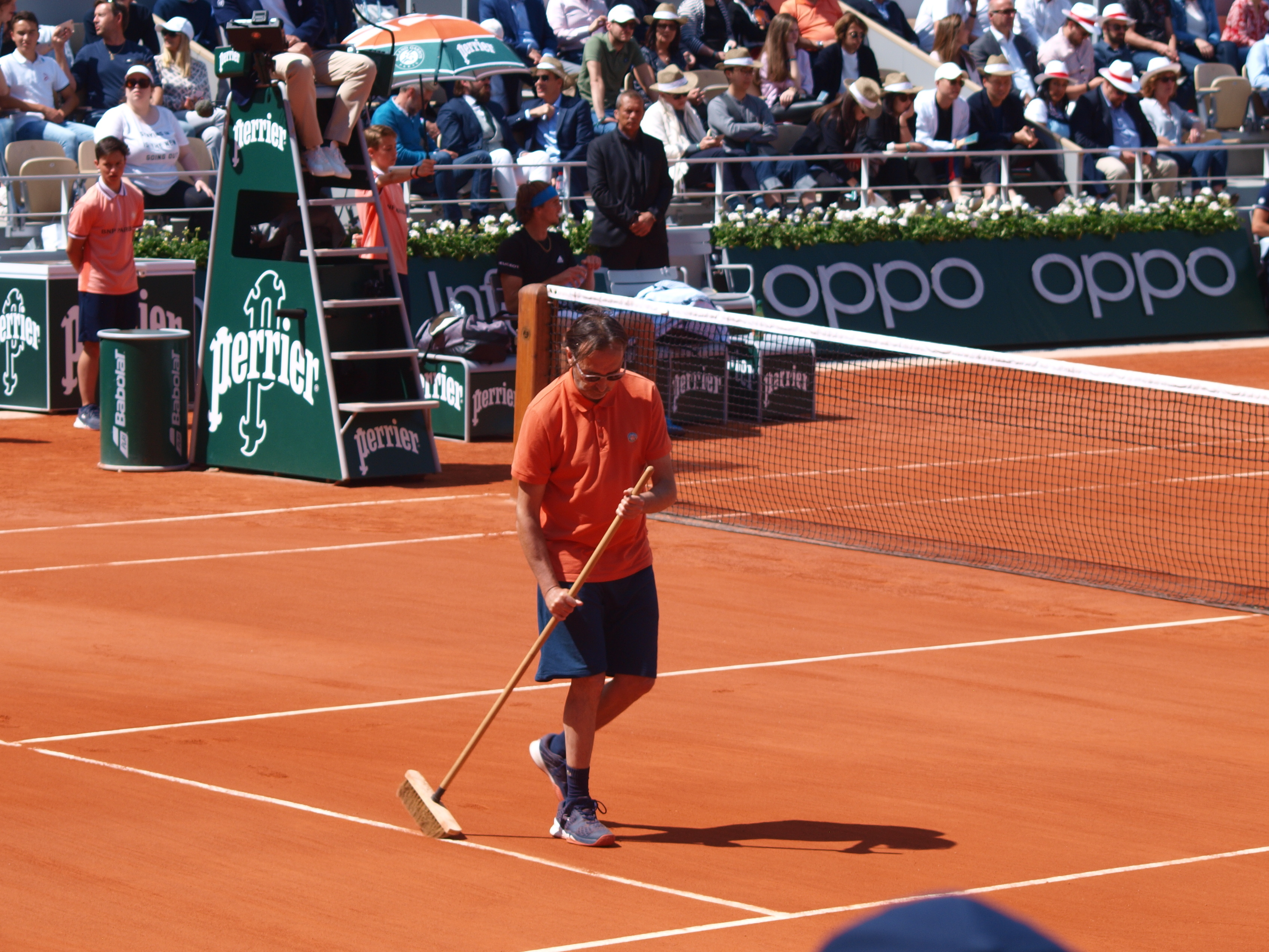
Abbürsten der Linien
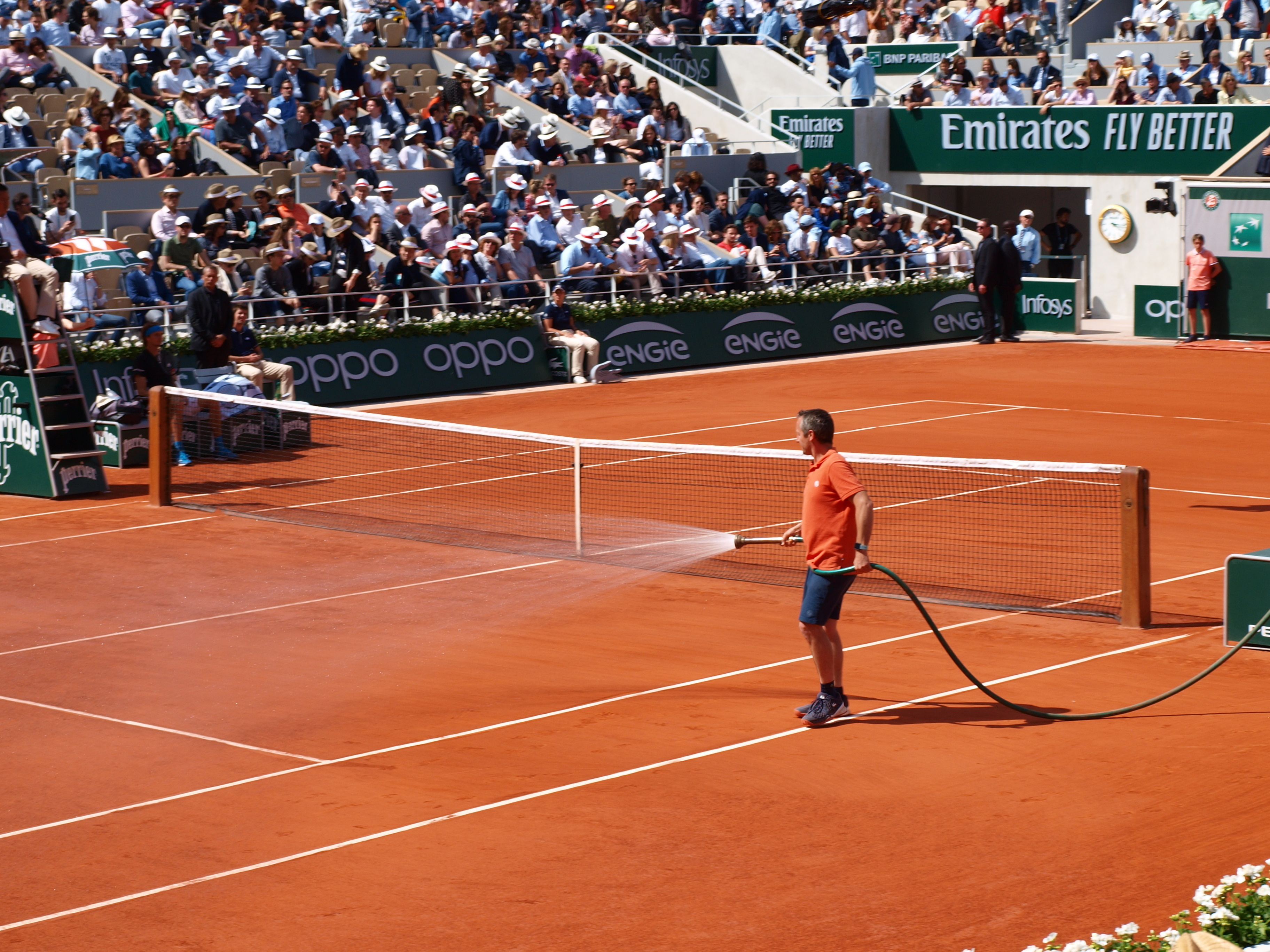
Wässern des Platzes

## Erfolgreichste Spieler
Der Spanier Rafael Nadal wird oft als Sandkönig (engl. king of clay) bezeichnet, da er mehrere Rekorde auf dieser Unterlage hält. Er gewann zum Beispiel vierzehn Mal die French Open und konnte die Monte Carlo Masters ebenfalls elfmal gewinnen. Insgesamt gewann er bislang 63 Turniere auf diesem Belag, dem wiederum 25 Turniersiege auf Hartplatz und vier Siege auf Rasen gegenüberstehen.
Zwischen 1973 und 1979 war die US-Amerikanerin Chris Evert auf Sand 125-mal in Folge siegreich – ein bis heute unerreichter Rekord. Sie gewann zwischen August 1973 und Mai 1979 alle ihre Partien auf diesem Belag.
Als Sandplatzspezialisten werden zahlreiche Tennisspieler geführt. Anthony Wilding, Sergi Bruguera, Albert Costa und Gastón Gaudio waren French-Open-Champions, die alle oder fast alle Titel ihrer Karriere auf Sand gewannen. Andrés Gimeno, Adriano Panatta, Manuel Orantes, Yannick Noah, Michael Chang, Thomas Muster, Gustavo Kuerten, Carlos Moyá und Juan Carlos Ferrero gewannen große Titel nur auf Sand.
Unter den Spielerinnen gab es nur wenige, deren beste Ergebnisse ausschließlich auf Sand erzielt wurden. Virginia Ruzici, Anastassija Myskina, Iva Majoli, Sue Barker, Ana Ivanović, Francesca Schiavone, Jeļena Ostapenko und Barbora Krejčíková sind die einzigen Spielerinnen, die seit Beginn der Open-Ära nur bei den French Open große Titel gewonnen haben.

## Andere Belagsmaterialien

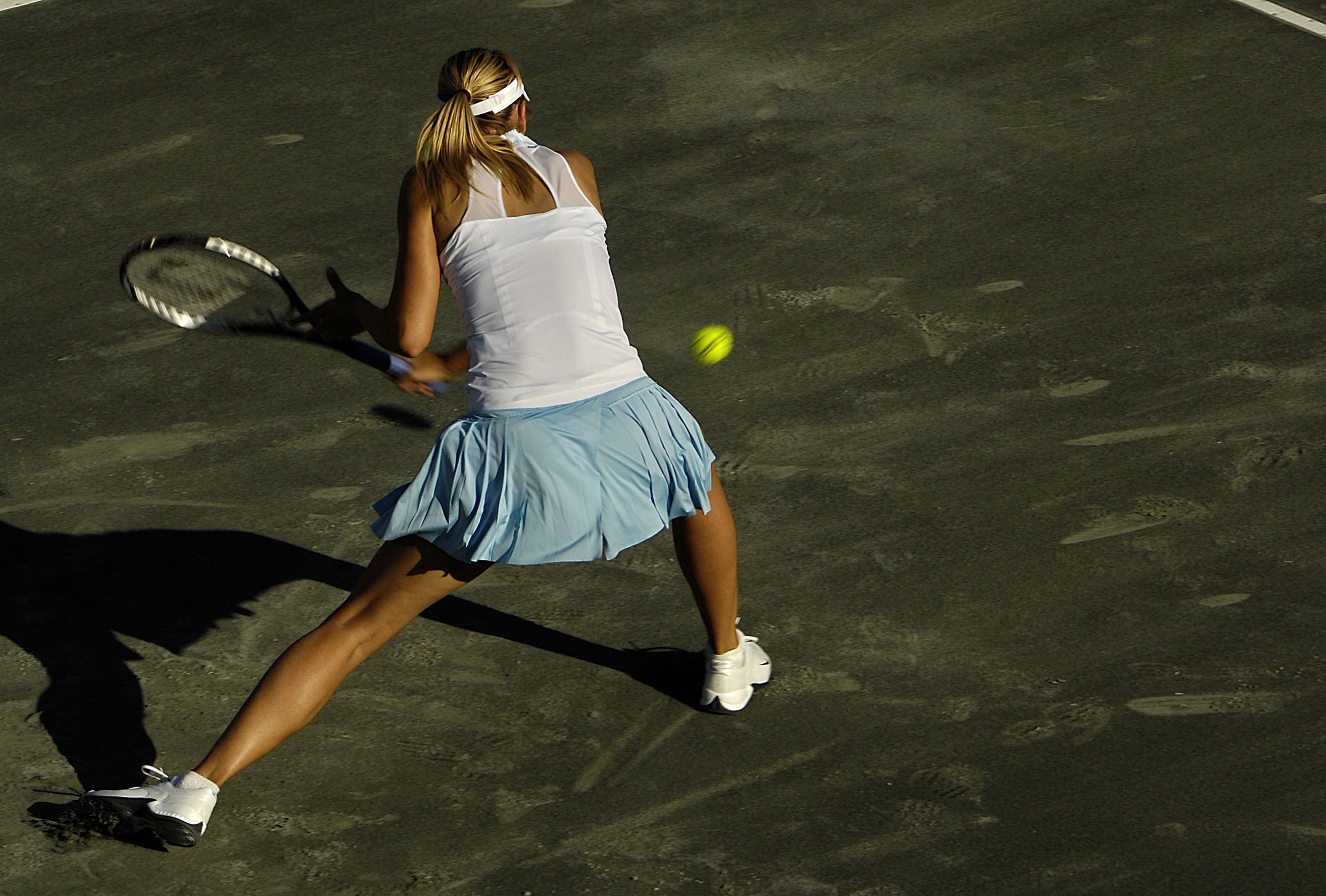
Marija Scharapowa auf einem Green Clay court, 2008

in Schottland wird teilweise auch der beim Kohleabbau anfallende Schiefer als Belagsmaterial verwendet.
Auf den Philippinen gibt es Tennisplätze aus zerstoßenen Muschelschalen.
Unter Canada Tenn-Tennisplätzen versteht man einen speziellen Sandplatzbelag, der von seinen Spieleigenschaften denen eines roten Sandplatzes sehr ähnelt, aber wesentlich mehr Spielcomfort bietet. Der Grundstoff wird bei diesem Belag aus dem Gestein „Grüner Diabas“ gewonnen und anschließend mit einem Bindemittel versetzt. Canada Tenn hat eine maximale Korngröße von unter 2 mm und ergibt eine ebenmäßige Oberfläche. Dadurch wird ein genaueres Ballsprungverhalten und optimale Standfestigkeit erreicht. Es schont die Gelenke. Der Vertrieb von Canada Tenn wurde eingestellt; als Alternative kann der in Teilen Nordamerikas verwendete Green Clay (Metabasalt) verwendet werden.

## Ausgewählte Sandplatzturniere
Trotz der Dominanz der Turniere auf Hartplatz finden zahlreiche namhafte Sandplatzturniere weltweit statt. Nachfolgend die Turniere im Herrentennis der Association of Tennis Professionals (ATP) und Damentennis der Women’s Tennis Association (WTA).
| ATP                                                      | WTA                                             |
| -------------------------------------------------------- | ----------------------------------------------- |
| Grand Prix Hassan II U.S. Men’s Clay Court Championships | Charleston Open                                 |
| Monte Carlo Masters                                      | Copa Colsanitas Ladies Open Lugano              |
| Barcelona Open                                           | Stuttgart Open                                  |
| Serbia Open                                              | İstanbul Cup                                    |
| BMW Open Estoril Open                                    | Morocco Open Prague Open                        |
| Madrid Open                                              | WTA Madrid                                      |
| Italian Open                                             |                                                 |
| Geneva Open Lyon Open                                    | Internationaux de Strasbourg                    |
| French Open                                              |                                                 |
| ATP Swedish Open                                         | WTA Swedish Open Bucharest Open                 |
| Croatia Open                                             | WTA Swiss Open                                  |
| ATP Hamburg European Open                                | WTA Hamburg European Open                       |
| Austrian Open Kitzbühel                                  | Baltic Open Internazionali Femminili di Palermo |
| ATP Swiss open                                           | WTA Poland Open                                 |